# ووكر راسل
ووكر راسل (بالإنجليزية: Walker Russell)‏ مواليد 26 أكتوبر 1960 في بونتياك، هو مدرب كرة سلة أمريكي ولاعب معتزل. بدأ مسيرته الاحترافية في سنة 1982. تم اختياره من قبل فريق ديترويت بيستونز خلال الدرافت. يبلغ طوله 6 قدم 5 بوصة (2.0 م). اعتزل اللعب في 1988.

## المسيرة الاحترافية
لعب مع ديترويت بيستونز من سنة 1982 إلى 1984، ثم لعب مع أتلانتا هوكس في سنة 1984، ثم لعب مع ديترويت بيستونز في سنة 1985، ثم لعب مع إنديانا بايسرز في موسم 1986–1987، ثم لعب مع ديترويت بيستونز في سنة 1988.

## روابط خارجية
- ووكر راسل على موقع إن بي أي (الإنجليزية)
- ووكر راسل على موقع سبورتس رفرنس (الإنجليزية)
- ووكر راسل على موقع كلية كرة السلة في سبورتس رفرنس.كوم (الإنجليزية)
- ووكر راسل على موقع ريلجم (الإنجليزية)
- ووكر راسل على موقع سبورتس رفرنس (الإنجليزية)